# Thomas Zangerl
Thomas Zangerl (10 giugno 1983) è uno sciatore freestyle austriaco, specializzato nella disciplina dello ski cross.

## Biografia
In Coppa del Mondo ha esordito il 12 marzo 2003 a Les Contamines (dove fu squalificato), ha ottenuto il primo podio il 19 febbraio 2009 a Voss (2º) e la prima vittoria 16 marzo 2014 a Åre.
In carriera ha partecipato a due edizioni dei Giochi olimpici invernali, Vancouver 2010 (18º nello ski cross) e Soči 2014 (27º nello ski cross), e a quattro dei Campionati mondiali, vincendo una medaglia d'argento a Inawashiro 2009.

## Palmarès

### Mondiali
- 1 medaglia:
  - 1 argento (ski cross a Inawashiro 2009)

### Coppa del Mondo
- Miglior piazzamento in classifica generale: 18º nel 2009.
- 6 podi:
  - 2 vittorie;
  - 2 secondi posti;
  - 2 terzi posti.

#### Coppa del Mondo - vittorie
| Data            | Luogo   | Paese  | Disciplina |
| --------------- | ------- | ------ | ---------- |
| 16 marzo 2014   | Åre     | Svezia | SX         |
| 6 dicembre 2014 | Nakiska | Canada | SX         |

Legenda:

SX = ski cross

### Campionati austriaci
- 4 medaglie[1][2]:
  - 3 ori (ski cross nel 2012; ski cross nel 2014; ski cross nel 2015);
  - 2 bronzi (ski cross nel 2009; ski cross nel 2010).